# Taiyo Koga
Taiyo Koga (古賀 太陽 Koga Taiyo?), född 28 oktober 1998 i Niigata prefektur, är en japansk fotbollsspelare.
Taiyo Koga spelade 1 landskamper för det japanska landslaget.